# 10-es busz (Kaposvár)
A kaposvári 10-es busz a város legsűrűbben lakott részein közlekedik. Érinti a Belvárost, a Kaposi Mór Oktató Kórházat, számos iskolát és intézményt, a Tisztviselőtelepet, az Északnyugati városrészt, a Füredi úti csomópontot, valamint a Béke-Füredi, a Toldi és a Kinizsi-lakótelepet, így a megyeszékhely egyik legfontosabb buszjárata. A buszvonalat a Kaposvári Közlekedési Zrt. üzemelteti.

## Útvonal
A táblázatban a Helyi autóbusz-állomásról induló irány (oda) látható.
| Útvonal                        |
| ------------------------------ |
| Helyi autóbusz-állomás         |
| Anna utca                      |
| Tallián Gyula utca             |
| 48-as ifjúság útja (610-es út) |
| Füredi csomópont               |
| Füredi út (67-es út)           |

A táblázatban a Laktanyától induló irány (vissza) látható.
| Útvonal                        |
| ------------------------------ |
| Füredi út (67-es út)           |
| Füredi csomópont               |
| 48-as ifjúság útja (610-es út) |
| Szent Imre utca                |
| Széchenyi tér                  |
| Dózsa György utca              |
| Helyi autóbusz-állomás         |

## Megállóhelyek
A táblázatban a megállók a Helyi autóbusz-állomásról induló irány (oda) szerint vannak felsorolva.
| Megálló                | Össz. km (oda) | Össz. idő (oda) | Átszállási lehetőség                                                        | A közelben található |
| ---------------------- | -------------- | --------------- | --------------------------------------------------------------------------- | --- |
| Helyi autóbusz-állomás | 0              | 0               | 1, 3, 4, 5, 6, 7, 8, 8B, 8E, 8Y, 9, 11, 11Y, 12, 13, 14, 15, 18, 31, 81, 91 | Polgármesteri Hivatal, Járási Hivatal, Szivárvány Kultúrpalota, Corso Bevásárlóközpont, Retro Club, Somogy Áruház, Rippl-Rónai Múzeum, Somogy Megyei Levéltár, Somogy Megyei Önkormányzat, Távolsági autóbusz-állomás, Rendelőintézet, Szarvas Üzletház, Vasútállomás            |
| Vasútállomás           | 0,7            | 2               | 6, 7, 8, 8B, 8E, 8Y, 9, 18, 81, 91                                          | Vasútállomás, Posta, Csiky Gergely Színház, TIT, Magyar Államkincstár, SZÜV-székház, Somogyterv Irodaház, KSH, Nagypiac |
| Tallián Gyula utca 4.  | 1,4            | 4               | Fő utca 48.: 7, 8, 8B, 8E, 8Y, 9, 18, 81, 91                                | Kodály Zoltán Központi Általános Iskola; Metodista Egyház; Szigeti-Gyula János Egészségügyi Szakképző Iskola; Munkaügyi Központ, Kereskedelmi és Iparkamara; Dél-Dunántúli Regionális Fejlesztési Ügynökség; Zichy Mihály Iparművészeti, Ruhaipari Szakképző Iskola és Kollégium |
| Kórház                 | 1,8            | 5               | Szent Imre utca 13.: 12, 81                                                 | Kaposi Mór Oktató Kórház, Gyógyszertárak, Gyógyászati segédeszköz boltok, Szakrendelők, Helyőrségi Klub, Szent Imre-templom |
| Tallián Gyula utca 56. | 2,1            | 7               |                                                                             | Eötvös Loránd Műszaki Szakközépiskola, Szakiskola és Kollégium; Városi Rendőrkapitányság |
| Tallián Gyula utca 82. | 2,3            | 8               |                                                                             | Penny Market, Somogy Megyei Rendőr-főkapitányság, Egészségügyi Főiskola (PTE ETK) |
| ÁNTSZ                  | 3              | 10              | 20, 20A, 23, 26, 27 Honvéd utca: 12                                         | ÁNTSZ, Munkácsy Mihály Gimnázium, Berzsenyi park, Evangélikus templom, Óvodák, Bölcsőde, Zselic Áruház, OTP, Patyolat, Szolgáltatóház, Éjjel-nappali, Sávház |
| Füredi úti csomópont   | 3,6            | 12              | 1, 11, 11Y, 13, 20, 20A, 23, 27, 31, 91                                     | CBA Cent Bevásárlóközpont, Posta, Óvoda, TESCO |
| Toldi-lakónegyed       | 3,9            | 13              | 11, 11Y, 20, 20A, 23, 27                                                    | Toldi Lakótelepi Általános Iskola és Gimnázium, Posta, Nemzeti Adó- és Vámhivatal, Szent Margit-templom, Éjjel-nappali, Fordítóiroda |
| Kinizsi-lakótelep      | 4,4            | 14              | 11, 11Y, 20, 20A, 23, 26, 27                                                | Leányotthon |
| Búzavirág utca         | 4,9            | 15              | 11, 11Y, 20, 20A, 23, 26, 27                                                | Kinizsi Lakótelepi Általános Iskola, Óvodák, Bölcsőde |
| Laktanya, forduló      | 5,2            | 16              | 11, 11Y, 20, 20A, 23, 26, 27                                                | Praktiker, Lidl, Diego, Jysk, laktanya, Raktár utcai nagykereskedések, ipari telephelyek |

A táblázatban a megállók a Laktanyától induló irány (vissza) szerint vannak felsorolva.
| Megálló                | Össz. km (vissza) | Össz. idő (vissza) | Átszállási lehetőség                                                        | A közelben található |
| ---------------------- | ----------------- | ------------------ | --------------------------------------------------------------------------- | --- |
| Laktanya, forduló      | 0                 | 0                  | 11, 11Y, 20, 20A, 23, 26, 27                                                | Praktiker, Lidl, Diego, Jysk, laktanya, Raktár utcai nagykereskedések, ipari telephelyek |
| Búzavirág utca         | 0,9               | 1                  | 11, 11Y, 20, 20A, 23, 26, 27                                                | Kinizsi Lakótelepi Általános Iskola, Óvodák, Bölcsőde |
| Kinizsi-lakótelep      | 1,3               | 2                  | 11, 11Y, 20, 20A, 23, 26, 27                                                | Leányotthon |
| Toldi-lakónegyed       | 1,7               | 3                  | 11, 11Y, 20, 20A, 23, 27                                                    | Toldi Lakótelepi Általános Iskola és Gimnázium, Posta, Nemzeti Adó- és Vámhivatal, Szent Margit-templom, Éjjel-nappali, Fordítóiroda |
| Füredi úti csomópont   | 2,1               | 5                  | 1, 11, 11Y, 13, 20, 20A, 23, 27, 31, 91                                     | CBA Cent Bevásárlóközpont, Posta, Óvoda, TESCO |
| ÁNTSZ                  | 2,6               | 7                  | 20, 20A, 23, 26, 27 Honvéd utca: 12                                         | ÁNTSZ, Munkácsy Mihály Gimnázium, Berzsenyi park, Evangélikus templom, Óvodák, Bölcsőde, Zselic Áruház, OTP, Patyolat, Szolgáltatóház, Éjjel-nappali, Sávház |
| Rendőrség              | 3                 | 8                  | 81                                                                          | Tisztviselőtelep; Berzsenyi Dániel Általános Iskola; Kaposvári Törvényszék Cégbírósága; Geodézia; Somogy Megyei Rendőr-főkapitányság; Egészségügyi Főiskola (PTE ETK); Lorántffy Zsuzsanna Református Óvoda, Általános Iskola, Gimnázium és Kollégium; Pártok Háza; Városi Rendőrkapitányság; Berzsenyi park |
| Szent Imre utca 29.    | 3,3               | 9                  | 81                                                                          | Magyar Vöröskereszt, Városi Rendőrkapitányság, Berzsenyi park |
| Szent Imre utca 13.    | 3,5               | 12                 | 12, 81                                                                      | Szent Imre-templom, Noszlopy Gáspár Közgazdasági Szakközépiskola, Táncsics Mihály Gimnázium, Főposta (Postapalota), Seffer & Renner Magánklinika, Ezredév utcai Központi Orvosi Ügyelet, Roxínház, BábSzínTér bábszínház, MÁV Nevelőintézet, Helyőrségi Klub, Kaposi Mór Oktató Kórház |
| Széchenyi tér          | 3,9               | 13                 | 12, 81 Fő utca 37-39.: 7, 8, 8B, 8E, 8Y, 9, 18, 91                          | OTP Igazgatóság, Somogy Megyei Kormányhivatal, Somogy TV, Hotel Dorottya****, Corso Étterem, Kodály Zoltán Központi Általános Iskola, Munkaügyi Központ, Magyar Nemzeti Bank egykori székháza, Bevándorlási és Állampolgársági Hivatal, Táncsics Mihály Gimnázium, Főposta (Postapalota), Országos Egészségbiztosítási Pénztár, Óvoda, Agóra - Együd Árpád Kulturális Központ, Takáts Gyula Megyei és Városi Könyvtár |
| Helyi autóbusz-állomás | 4,5               | 16                 | 1, 3, 4, 5, 6, 7, 8, 8B, 8E, 8Y, 9, 11, 11Y, 12, 13, 14, 15, 18, 31, 81, 91 | Polgármesteri Hivatal, Járási Hivatal, Szivárvány Kultúrpalota, Corso Bevásárlóközpont, Retro Club, Somogy Áruház, Rippl-Rónai Múzeum, Somogy Megyei Levéltár, Somogy Megyei Önkormányzat, Távolsági autóbusz-állomás, Rendelőintézet, Szarvas Üzletház, Vasútállomás |

## Menetrend
- Aktuális menetrend Archiválva 2013. november 14-i dátummal a Wayback Machine-ben
- Útvonaltervező[halott link]